# Asplenium boiteaui
Asplenium boiteaui är en svartbräkenväxtart som beskrevs av Tard. Asplenium boiteaui ingår i släktet Asplenium och familjen Aspleniaceae. Inga underarter finns listade.